# 표트르 스톨랴르스키

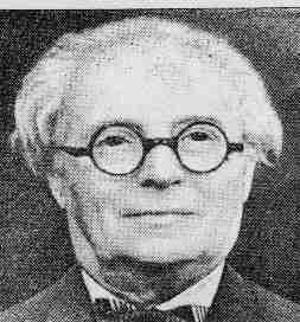
표트르 스톨랴르스키

표트르 솔로모노비치 스톨랴르스키(러시아어: Пётр Соломонович Столярский, 우크라이나어: Петро Соломонович Столярський 페트로 솔로모노비치 스톨랴르스키[*], 1871년 11월 30일(율리우스력 11월 18일) ~ 1944년 4월 29일)은 소련의 바이올리니스트이자 저명한 교육자로서 1939년에 우크라이나 소비에트 사회주의 공화국의 인민 예술가 칭호를 받았다. 그는 1939년부터 소련 공산당의 당원이었다.
스톨야르스키는 1871년 러시아 제국(현재의 우크라이나) 키예프현 리포베츠에서 태어났다. 그는 처음에는 아버지에게 사사했고, 그 다음에는 바르샤바에서 스타니스와프 바르체비치(Stanisław Barcewicz)에게 사사했으며, 이후에는 오데사에서 에밀 므위나르스키(Emil Młynarski)와 요세프 카르불카(Josef Karbulka)에게서 사사 했다. 1893년 그는 오데사 음악 학교를 졸업했다. 1893-1919년에 오데사 오페라 하우스 오케스트라의 일원이 되었다. 1898년부터 4세부터 아이들을 가르치는 교육 활동을 시작했다. 1912년에 그는 자신의 음악 학교를 열었다. 1919년부터 그는 오데사 음악원에서 가르쳤다(1923년 그곳에서 교수가 됨). 그는 바이올린 연주의 오데사 학교를 설립했고 소련 바이올린 학교의 설립자 중 한 명이 되었다.
그의 학생들은 중요한 대회에서 최우수상을 수상했다. 1935년 바르샤바에서 열린 비에니아프스키 바이올린 콩쿠르에서 그의 제자 중 두 명이 상을 받았다: 다비드 오이스트라흐와 보리스 골드스타인(Boris Goldstein). (공식 결과, 프랑스의 지네트 네뵈(Ginette Neveu)가 1위, 다비드 오이스트라흐(David Oistrakh)가 2위, 앙리 테미앙카(Henri Temianka)가 3위, 보리스 골드스테인(Boris Goldstein)이 4위, 폴란드의 요세프 하시트(Josef Hassid)가 명예 졸업장을 받았다.)
1937년, 당대 가장 권위 있는 국제 대회 중 하나인 International Ysaye Competition 보관됨 2018-07-13 - 웨이백 머신에서 학생들은 센세이션을 일으켰다. 최고상은 다비드 오이스트라흐(David Oistrakh), 보리스 골드스테인(Boris Goldstein), 옐리자베티 기엘스(Yelizaveta Gilels) 및 미하일 피흐텐골츠(Mikhail Fikhtengoltz)가 받았다.

## 참고 문헌
- 로스, 헨리 (1997). 바이올린 거장: 파가니니에서 21세기까지 . 로스앤젤레스, 캘리포니아: 캘리포니아 클래식 북.ISBN 1-879395-15-0
- В сб.: Музыкальное исполнительство, в. 6, М., 1970, с. 162-193; - Гринберг М., Пронин В., В классе П. ㄷ. Столярского
- «Советская музыка», 1972, № 3. - Ойстрах Д., Фурер С., Мордкович Л., О нашем учителе. (К столетию П. ㄷ. Столярского)